# Stimulans (sastav)
Stimulans ili StimulanS (s posljednjim velikim S) je hrvatski heavy metal sastav. Osnovan je u Splitu 2001. Sviraju uvjerljiv i tehnički dotjeran metal. 
Pjesme izvode na engleskom. Jedina njihova pjesma na hrvatskom je Omiški gusar s temom nekadašnjih gusara i suvremenih bikera. Pjesma je posvećena istoimenom Moto klubu iz Omiša. Kako je pjesma postala popularna za nju je snimljen i spot, dvije godine nakon objavljivljanja.
Godine 2010. pobijedili su u Splitu na festivalu autorskih bendova ST-@rt. Njihovi albumi su recenzirani na stranim portalima posvećenima heavy metalu.

## Ime
Izraz „stimulans su odabrali jer smatraju da ih glazba pokreće tj. stimulira. Gitarist Grubišić kaže: „Kada su tražili ime netko je spomenuo 'stimulans' i tako se zadržalo jer smo htjeli potaknuti ("stimulate") ljude s našom glazbom i zvukom.“

### Povijest
Skupinu su osnovali pjevač i gitarist Mario Čuljak i basist Ivan Dabro. Kasnije im se pridružio bubnjar Antonio. Svirali su standarne hard rock pjesme i nekoliko svojih skladbi. 
Godine 2002. na mjesto bubnjara dolazi Alen Đurašinović, koji je svirao i u drugim skupinama. Ova postava je započela ozbiljnije svirati i izvela je nekoliko koncerata.
Godine 2003. skupini se pridružuje drugi gitarist, jer je Čuljak kao pjevač morao i svirati gitaru, pa je u sastavu nastala potreba za drugim gitaristom. Tada im se pridružuje Ante Barišić Tiša.  Antu Barišića ponovo 2004. mijenja Darko Grubišić. Sastav je s ovom postavom objavio prvi nosač zvuka jednostavno nazvanog Promo s četiri pjesme. Cd su snimili sami bez izdavača. Objavljen je 23. rujna 2004. Tekstove i glazbu piše Mario Čuljak, dok Grubišić ima ulogu producenta. Godinu dana kasnije objavljuju ep No Words. Na njemu se nalaze potpuno iste pjesme kao i na ranijem nosaču Promo. 
Godine 2010 izlazi njihov prvi album Dust. Na njemu su također ponovo objavljene iste pjesme, uz pet novih pjesama. Pet godina kasnije objavljuju album See The Light. Oba albuma su objavile srpske izdavačke kuće. 

## Diskografija

### EP
- Promo 2004.
- No Words 2005.

### Albumi
- Dust 2010. One Records
- See The Light 2015. Miner Recordings

## Vanjske poveznice
- Muzika hr Mario Čuljak (StimulanS): “Da je živit’ od heavy metala bilo bi to savršeno”  Intervju Mario Čuljak